# Giacinto Placido Zurla
Plácido Zurla, OSB Cam.  (Legnago, 2 de abril de 1769 - Palermo, 29 de outubro de 1834) foi um monge e prelado camaldulense italiano, cardeal vigário de Roma e escritor de geografia medieval .

## Biografia
Zurla nasceu em Legnago, Veneto, de pais nobres e batizado de Giacinto (Jacinto). Aos dezoito anos, Zurla ingressou no Mosteiro camaldulense de São Miguel, situado na ilha de Murano, na lagoa veneziana. Quando entrou no noviciado do mosteiro, tomou o nome de Plácido. Lá ele encontrou um amigo de toda a vida em Mauro Cappellari (depois Papa Gregório XVI), então um jovem monge de sua idade.
Tornou-se professor de filosofia e teologia e, em 1802, publicou um livro teológico. Como bibliotecário, chamou-lhe a atenção o mapa-múndi executado entre 1457 e 1459 naquele mesmo mosteiro pelo famoso cartógrafo camaldulense Fra Mauro. Em 1806, Zurla publicou um relato intitulado Il Mappamondo di Fra Mauro. Isso levou a mais estudos sobre os primeiros viajantes, dos quais o resultado mais importante foi a obra "Di Marco Polo e degli altri viaggiatori veneziano" (2 volumes, Veneza, 1818-1819).
Em 1809, Zurla foi eleito Definidor de sua Congregação e recebeu o título de abade. No ano seguinte o mosteiro foi suprimido por ordem de Napoleão I, mas os monges mantiveram o colégio vestidos de padres seculares. Desta instituição Zurla atuou como Reitor e Cappellari como Leitor de filosofia até sua completa dissolução em 1814. A partir desse ano ele ensinou teologia no Seminário Patriarcal de Veneza até 1821, quando se mudou para Roma e retomou o hábito branco de São Romualdo em o Mosteiro de São Gregório Magno. Naquela época, Cappellari era o prior daquela comunidade.
O Papa Pio VII nomeou Zurla como consultor de várias congregações e Prefeito de Estudos no Pontifício Colégio Urbano. em 1821 recebeu o chapéu de cardeal e, no ano seguinte, a sé titular de arcebispo de Edessa . Ele serviu como Cardeal Vigário do Papa Leão XII e seus dois sucessores, e teve um interesse ativo na organização do seminário romano, na reforma dos tribunais criminais, na delimitação das paróquias romanas e nos assuntos de muitas Sagradas Congregações .da qual era membro. O cardeal Zurla era muito amado por seus amigos, mas seu zelo pela reforma dos abusos fez dele alguns inimigos em Roma.
Morreu em Palermo em 1834.